# Geldersekade (Amsterdam)

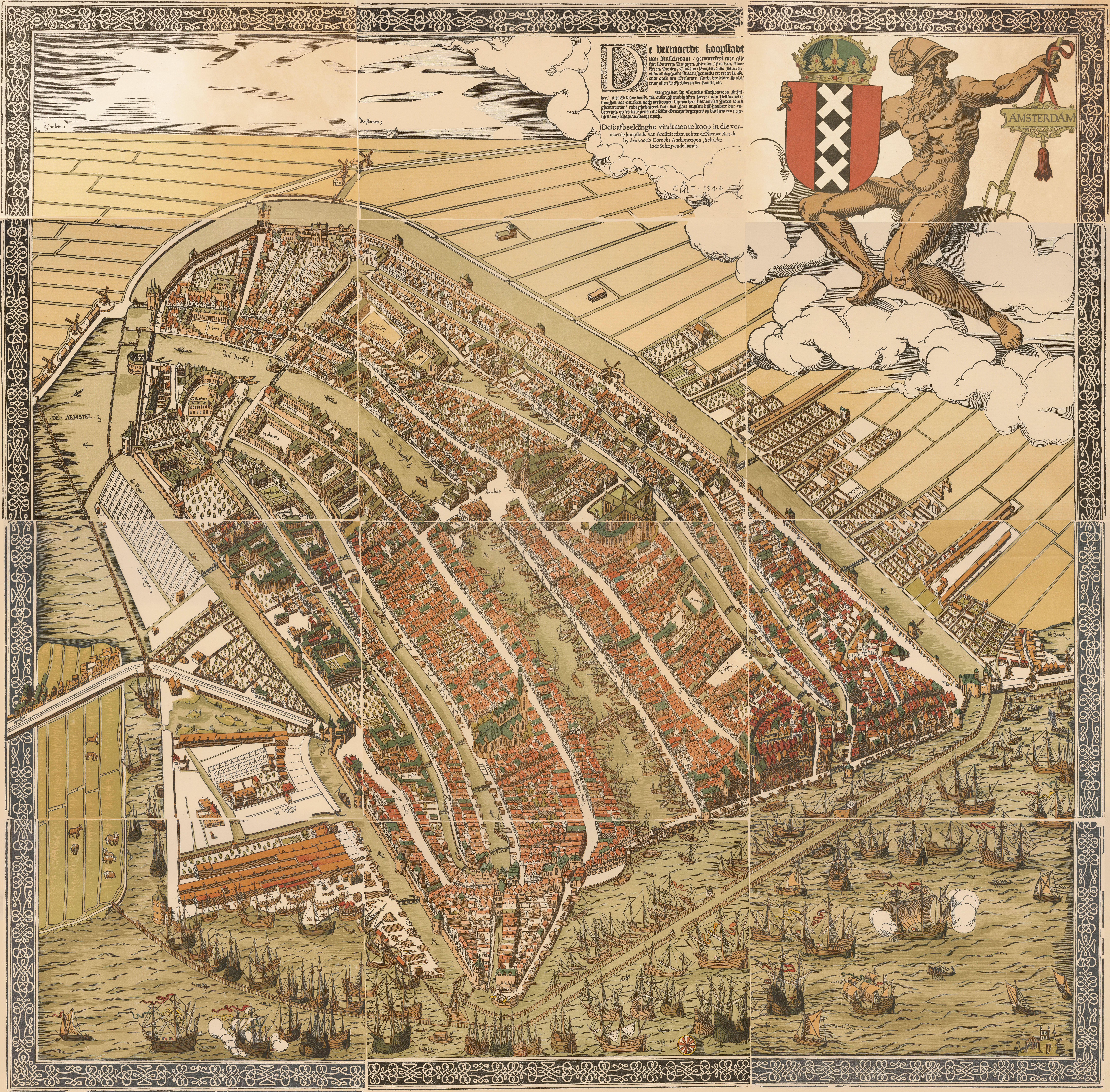
De Geldersekade linksonder op de Vogelvluchtkaart van Cornelis Anthonisz uit 1544.

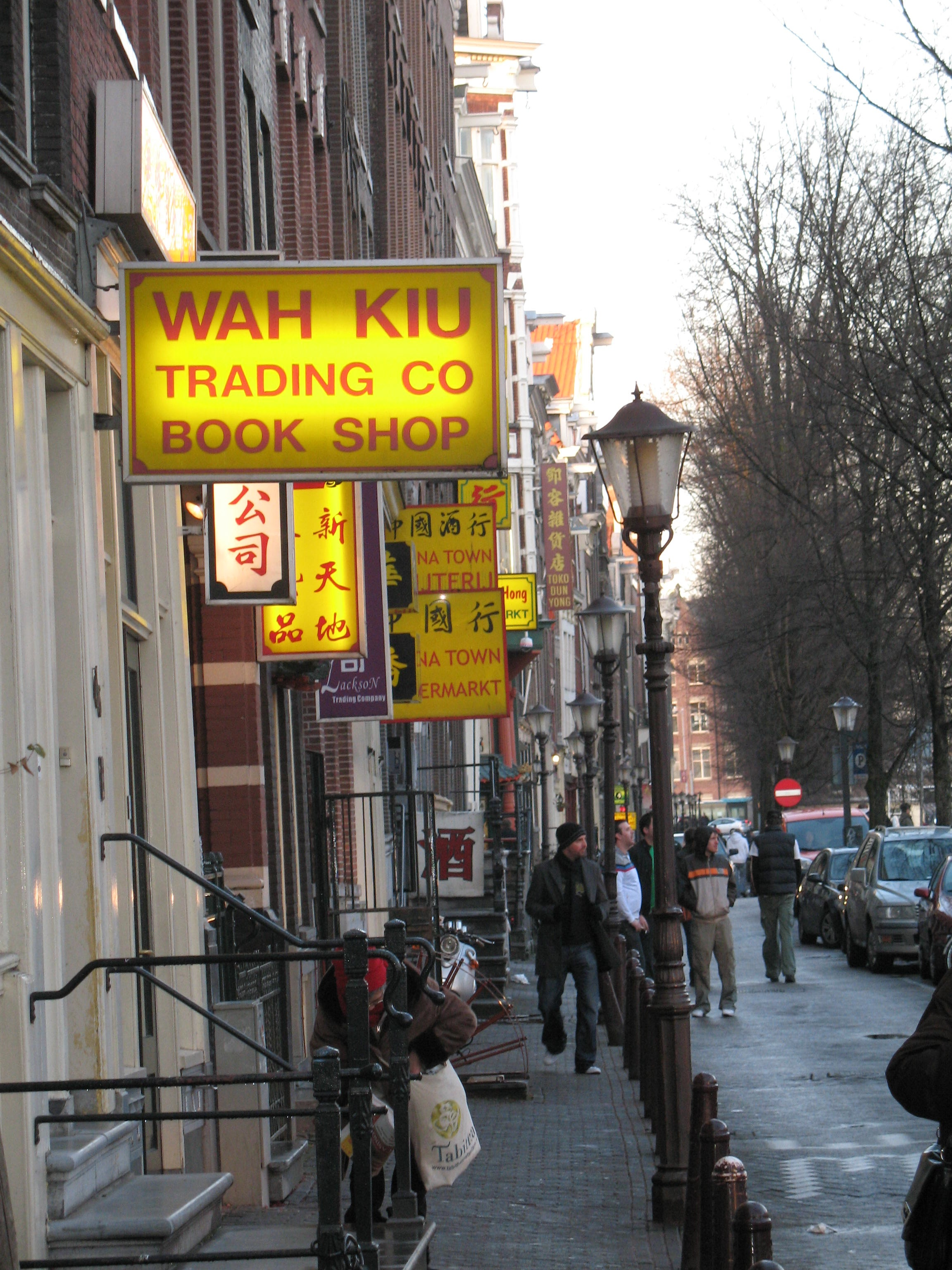
Geldersekade

De Geldersekade is een gracht en een straat in Amsterdam die de Nieuwmarkt verbindt met de Prins Hendrikkade. De Geldersekade is het oostelijkste deel van de Wallen en ligt midden in wat tegenwoordig als de Amsterdamse Chinatown geldt (voorheen oostelijker gesitueerd, thans ook ruimer genomen met de Zeedijk).

## Situering
De Elleboogsteeg, de Stormsteeg en de Waterpoortsteeg liggen tussen de evenzijde van de Geldersekade en de Zeedijk. Aan de onevenzijde liggen de Smidssteeg, de Geldersesteeg, de Waalsteeg, de Binnen Bantammerstraat, de Nieuwe Jonkerstraat en de Recht Boomssloot.
Het monumentale huis Het Tabaksvat, aan de Geldersekade 8, is een van oorsprong 17e-eeuws koopmanshuis. De voorgevel is uit het laatste kwart van de 18e eeuw. Het bevat het interieur van de winkel voor proviand: de scheepsvictualiënwinkel van de firma J. & J. Vinke, later het Ship Chandlers Warehouse.

## Geschiedenis
De Geldersekade was een deel van de eind 15e eeuw gegraven stadsgracht die, samen met de Kloveniersburgwal en het Singel, de Stedegracht rond de stad vormde. De Geldersekade liep vanaf de Sint Antoniespoort (tegenwoordig de Waag op de Nieuwmarkt) naar het noorden en mondde bij de Schreierstoren uit in het IJ. Aan stadzijde (de westelijke oever van de Geldersekade) werd een stadsmuur gebouwd. Op de vogelvluchtkaart van Cornelis Anthonisz uit 1544 is dit goed te zien. Het oostelijke deel dat tot 1585 buiten de stad lag heette Keulse kaai en verder Gelderse kaai maar ook korte tijd Londense kaai of Engelse kaai. De namen ontstonden doordat zich hier steigers bevonden waar de schepen aanlegden naar Gelderland, Keulen en Engeland.
Nadat de Nieuwe Gracht (de huidige Oude Schans) was gegraven en nieuwe stadswallen waren aangelegd, verloor de Geldersekade zijn functie als verdedigingsgracht. De oude stadsmuur werd gesloopt en er werden huizen gebouwd. Tussen de Geldersekade en de Oudeschans verrees de Lastagebuurt.
In het water van de Geldersekade, aan de noordzijde van de Nieuwmarkt, werd na 1840 een vismarkt aangelegd (ter vervanging van de vismarkt op de Dam, die moest wijken voor de Beurs van Zocher). De steiger en houten loodsen werden in 1862 vervangen door de stenen Gemeentelijke Vishal, die in 1938 is afgebroken.
Sinds 3 april 1912 heet de hele kade Geldersekade. In aansluiting kreeg het nabijgelegen Leliestraatje de naam Geldersesteeg.
Vanaf begin 19e eeuw zat op Geldersekade 8 de scheepsvictualiënwinkel van de familie Vinke. In 1860 kwam daarbij op nr. 10 het kargadoorsbedrijf Vinke & Co, dat de directie voerde over verscheidene rederijen, waaronder vanaf 1946 de Nederlandse Maatschappij voor de Walvisvangst. In 1955 verhuisde Vinke & Co naar de De Ruyterkade, en van 1962 tot 1966 zaten de Toonder Studio's in het pand.

## Bruggen
- De Gelderschebrug, brug nr. 297, ligt over de Recht Boomssloot / hoek Geldersekade.
- De Bantammerbrug, brug nr. 298, verbindt de Binnen Bantammerstraat met de Stormsteeg.
- De Hoofdbrug, brug nr. 299, ligt over de Geldersekade bij de Prins Hendrikkade.
- De Kolkswaterkering, brug nr. 301, grenst aan de Geldersekade bij de Oudezijds Kolk / hoek Prins Hendrikkade.

Verder ligt er in de Nieuwmarkt een duikerbrug (495), de Bijleveldschesluis, over de waterverbinding met de Kloveniersburgwal.

## Verkeer
Tot oktober 1980 was de oostzijde van de Geldersekade een belangrijke doorgaande route, ook voor het openbaar vervoer. Van 1905 tot 1942 reed tramlijn 8 over de kade. Na de oorlog reden achtereenvolgens tramlijn 26 (1946-'48) en tot 1955 tramlijn 11 over de kade en nadien was het een busroute met sinds begin jaren zeventig zeer intensief busverkeer met name voor de buslijn naar de Bijlmer. Na de opening van de metro naar het Centraal Station in 1980 werd de oostzijde van de Geldersekade geherprofileerd en was niet meer geschikt voor het busverkeer dat voortaan door de Valkenburgerstraat moest rijden. Tegenwoordig is het een belangrijke fietsroute.

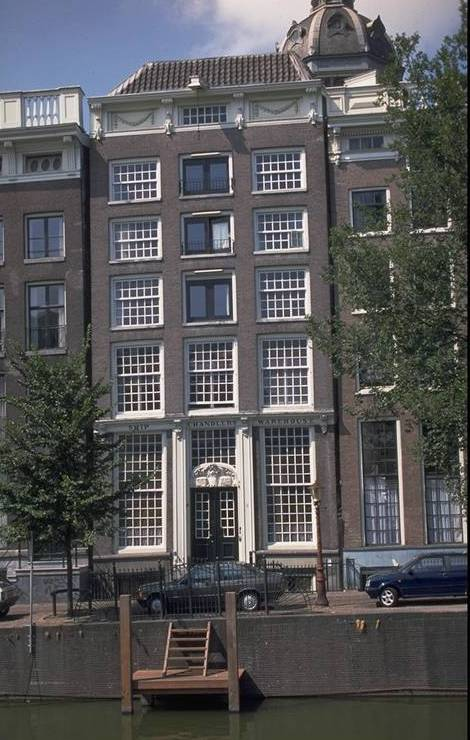
Geldersekade 8, Het Tabaksvat (±1775).
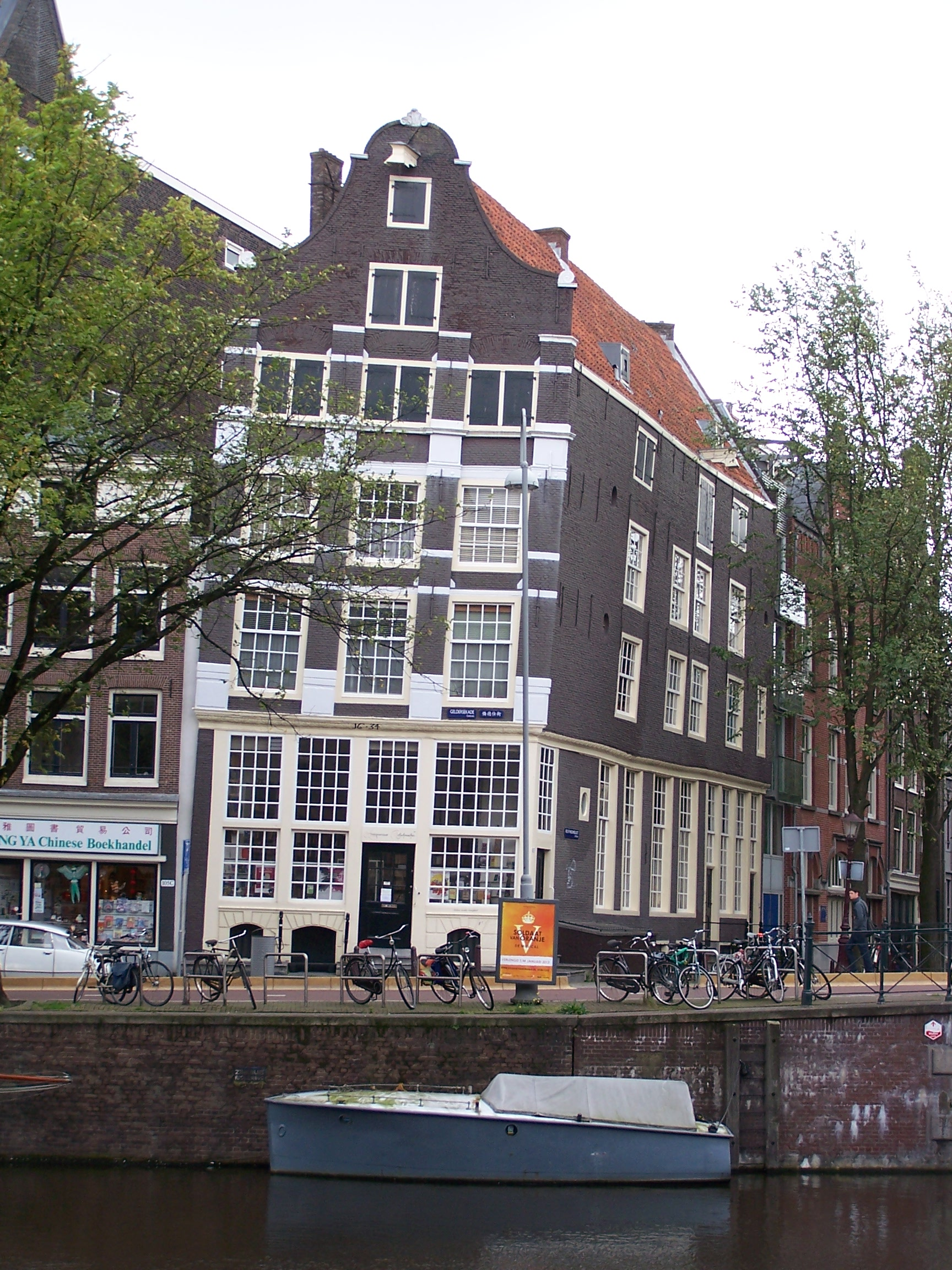
Geldersekade 107.